# ガイウス・プリニウス・セクンドゥス

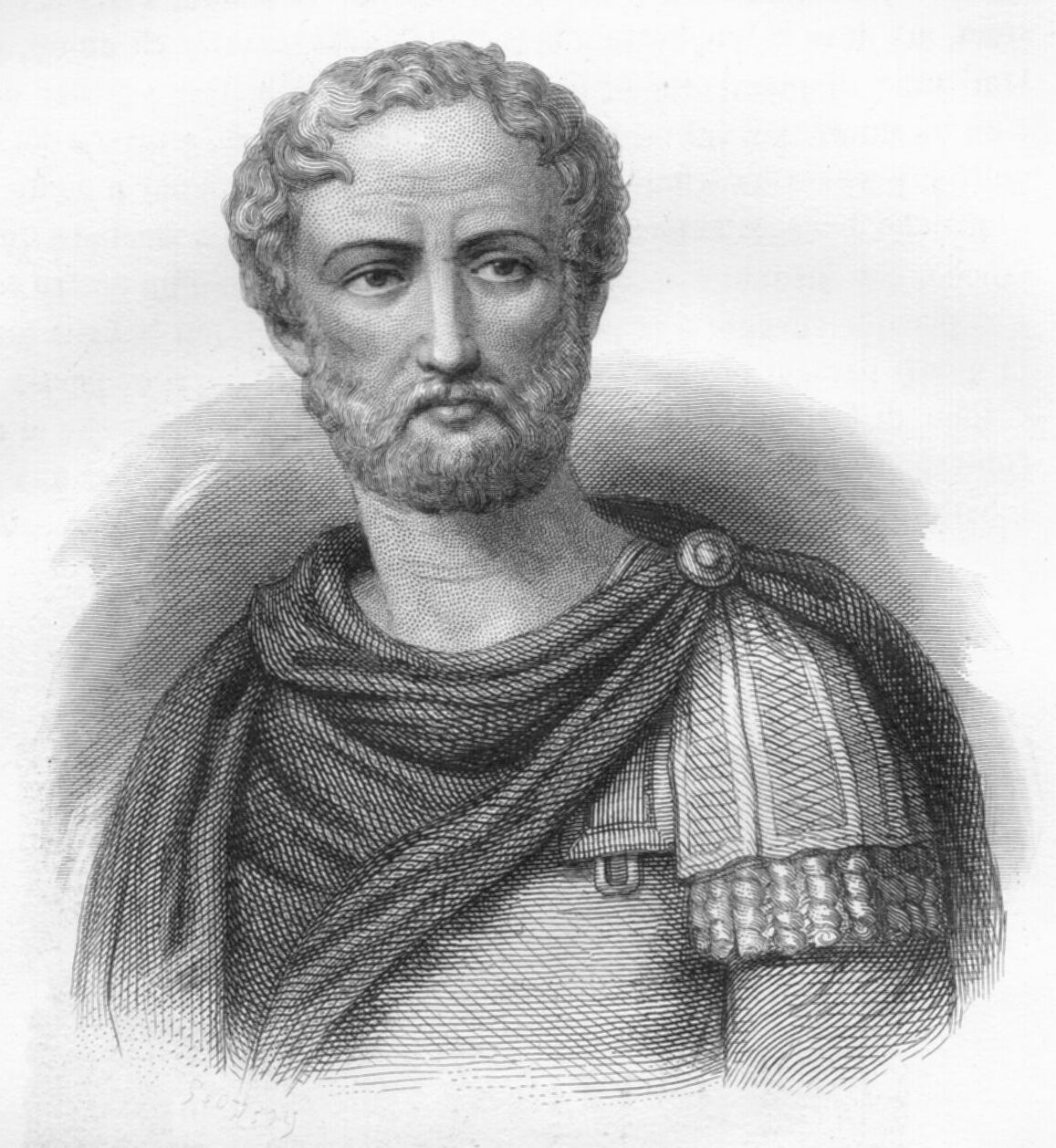
大プリニウス

ガイウス・プリニウス・セクンドゥス（Gaius Plinius Secundus、23年 - 79年8月または10月25日頃(推定)）は、古代ローマの博物学者、政治家、軍人。ローマ帝国の属州総督を歴任する傍ら、自然界を網羅する百科全書『博物誌』を著した。一般には大プリニウス（羅：Plinius Maior）と呼ばれる。
甥に、文人で政治家のガイウス・プリニウス・カエキリウス・セクンドゥス（小プリニウス）がおり、養子としている。

## 生涯
北イタリアのコムム（現在のコモ）生まれ。プリニウスは思想的にはストア派で、論理と自然哲学と倫理学を信奉していた。ストア派の第一の目的は、自然法則にしたがって徳の高い生き方をすることであり、自然界の理解が必要であった。甥の小プリニウスによると、プリニウスは夜明け前から仕事をはじめ、勉強している時間以外はすべて無駄な時間と考え、読書をやめるのは浴槽に入っている時間だけだったという。
23歳のころ軍隊にはいり、ゲルマニア遠征に従軍した。50年代にローマにもどり法学を学んだが、弁論家としては成功せず、学問研究と著作に専念した。70年ごろから72年にかけて、ヒスパニア・タラコネンシス（スペイン北部）に皇帝代官として赴任した。このときに現在では世界遺産にもなっているラス・メドゥラスの採鉱作業にも接している。最後はイタリアに戻って、直接ウェスパシアヌス帝に仕える要職に就いた。この仕事は一日の大半を自由に使えたため、プリニウスは精力的に筆をふるい、ローマ史31巻をまとめ、ネロ帝の時代から材料をまとめ続けていた『博物誌』37巻の大半を書き上げた。
79年にウェスウィウス山(ヴェスヴィオ山)の大噴火でヘルクラネウムとポンペイの町が壊滅したとき、プリニウスはナポリの近くのミセヌムでローマ西部艦隊の司令長官の任についていた。火山現象をくわしく調査したいとの熱意と友人らを救出しなければという思いから、彼はナポリ湾をわたってスタビアエに上陸し死亡した。
小プリニウスの伝えるところによれば、プリニウスはスタビアエの町で休息していたが、火山性地震が激しくなったため、建物の倒壊を恐れて海岸へ避難した。するとにわかに海岸に濃い煙と硫黄の臭いが立ち込めたため、人々は散り散りになって逃げ出したが、プリニウスは動けずその場で倒れ、打ち捨てられた。噴火が始まって三日目に収容された彼の遺体は眠るがごとくであったという。
プリニウスの死因について小プリニウスは、喘息持ちであったため、煙で気管支がふさがれ窒息死したのだと記述する。「煙」＝火砕サージに含まれた火山灰による窒息死は、セント・ヘレンズ山大噴火の際にも見られた被害であり、ありうる死因である。一方で硫黄臭に関する記述は火砕サージに含まれた火山ガスが死因となった可能性も示唆している（プリニウスが瞬時に昏倒した描写は、硫化水素の急性中毒をも彷彿とさせる）。また、火砕サージはしばしば灼熱をともなうため、サージを吸い込んだことによる気管支の熱傷の可能性もある。また、呼吸器をやられて死亡したとする説もある。

## 著作
プリニウスは、歴史や科学に関する多数の著作をあらわした。プリニウスの著作は全部で102にもおよぶが、現存するのは77年に完成した『博物誌』のみである。騎兵による投げ槍の使用についての論著、甥である小プリニウスのために書いたと思われる、弁論家養成の3巻本、語形変化と活用について論じた8巻本、ゲルマニアでの戦争を記述した20巻の歴史書、そして41 - 71年のローマ史31巻などがあるが、いずれも現在では失われている。
プリニウスの著作で唯一現存しているのが、自然と芸術についての百科全書的な37巻の大著『博物誌』である。自然界の歴史を網羅する史上初の刊行物であった。ローマ皇帝ティトゥスへの献辞の中で彼自身がのべているように、この書物には、100人の著者によるおよそ2000巻の本（その大半は現在に伝わっていない）を参照し、そこからピックアップした2万の重要な事項が収録されている。メモや調査の記録は160冊にもなろうかという分量だった。最初の10巻は77年に発表され、残りは彼の死後おそらく小プリニウスによって公刊された。この百科全書は、膨大な参考文献表から始まり、天文学、地理学、民族学、人類学、人体生理学、動物学、植物学、園芸、医学と医薬、鉱物学と冶金、美術にまでおよび、余談にも美術史上、貴重な話がふくまれている。直接見聞きしたものはほとんどなく、受け売りの論評と迷信がないまぜになった風変わりな書物である。約200枚の手書き原稿が現存している。プリニウスの名前は8 - 9世紀の文献にも登場し、中世には『博物誌』が重視された。怪しげな情報を採用したり、科学の素養がないため間違いを犯している点もあるが、よく整理された知識が記載されており、古代研究の分野ではルネサンスまで『博物誌』が唯一の情報源であった。
- 『馬上からの投げ槍について』（De iaculatione equestri）
- 『ポンポニウス・セクンドゥスの生涯』（De vita Pomponi Secundi）
- 『博物誌』（Naturalis historia）、77年

邦訳
- 『プリニウスの博物誌』[7] 中野定雄・中野里見・中野美代訳、雄山閣

全3巻：1986年、改訂1995年／縮刷 全6巻(改訂新版)、2012-2013年、再版2021-2022年
- 『プリニウス博物誌 植物篇』、大槻真一郎編、八坂書房、1994年、新装版2009年 - ラテン語原典からの日本語初訳
- 『プリニウス博物誌　植物薬剤篇』、訳者は岸本良彦・加藤直克・小林晶子・土屋睦廣・和田義浩

## 日本語文献
- 『プリニウス書簡集 ローマ帝国一貴紳の生活と信条』 国原吉之助訳注、講談社学術文庫、1999年

小プリニウスにより、ヴェスヴィオ火山噴火と大プリニウスの死の記述がある。
- 中野里美 『ローマのプリニウス』 光陽出版社、2008年
  - 改訂新版『プリニウスのローマ　自然と人への賛歌』「博物誌 別巻Ⅱ」雄山閣、2013年、再版2022年
- 中野里美 『プリニウスの系譜 「博物誌」がつなぐ文化・歴史』雄山閣、2017年
- ウェザーレッド『古代へのいざない　プリニウスの博物誌』

中野里美訳、雄山閣、1990年。改訂新版「博物誌 別巻Ⅰ」2013年、再版2022年
- 澁澤龍彦 『私のプリニウス』 青土社、1986年、のち「全集」河出書房新社ほか

## 大プリニウスを描いた作品
- 澁澤龍彦『火山に死す』

プリニウスを主人公にした短編小説。『文藝』（河出書房新社）1979年4月号に発表。『唐草物語』(河出文庫 ISBN 978-4-309-40473-8)に収録。
- 『プリニウス』新潮社、全12巻 - 詳細は該当項目を参照。

プリニウスを主人公にしたヤマザキマリととり・みきによる漫画。『新潮45』誌上で2014年1月号から連載。同誌の休刊後は『新潮』に移し2019年1月号（2018年12月7日発売）より連載。2023年3月号（2023年2月7日発売）で完結。